# Рязанский проспект
Ряза́нский проспект (до 20 мая 1964 года — Улица Карача́рово и Ряза́нское шоссе́ в пределах МКАД) — проспект в Юго-Восточном административном округе города Москвы протяжённостью чуть больше 7 км. Одна из основных радиальных магистралей Москвы.
Образован в 1964 году из улицы Карачарово (названа по бывшему селу Карачарово) и Рязанского шоссе в пределах МКАД. В названии сохранено наименование старой дороги в древний город Рязань.
Начинается от Малого кольца МЖД, продолжая Нижегородскую улицу, и заканчивается у МКАД, переходя в Лермонтовский проспект. Проходит через районы Нижегородский, Рязанский и Выхино (часть Выхино-Жулебино). В своём составе имеет Карачаровский путепровод.
Слева примыкают улицы: шоссе Фрезер, Коновалова, Луховицкая, 2-я и 3-я Институтская, Паперника, Вострухина, Хлобыстова.
Справа примыкают улицы: Новохохловская, Стахановская, 1-й и 2-й Вязовский проезд, Окская, Академика Скрябина, Сормовская, Ташкентская, Самаркандский бульвар.

## История
В XVII—XVIII вв. в районе современного Рязанского проспекта были вотчины князей Шереметевых, Голицыных, Разумовских. В XIX в. возникли промышленные предприятия и рабочие посёлки. В послевоенные годы в районе Рязанского шоссе на месте подмосковных селений появились жилые массивы: Карачарово, Плющево, Вязовка, Чухлинка, Новые Кузьминки, Выхино, Вешняки-Владычино. До строительства МКАД и расширения границ Москвы Рязанское шоссе относилось к Ухтомскому району Московской области (центр — город Люберцы).
20 мая 1964 года участок шоссе между Малым кольцом Московской железной дороги до МКАД получил современное название Рязанский проспект.
В 1980—1984 годах была проведена капитальная реконструкция проспекта, включавшая в себя строительство нового путепровода над железнодорожной веткой Перово–Бойня и спрямление магистрали ближе к началу улицы Паперника с образованием нового перекрёстка в окончании Окской улицы. На первом этапе реконструкции напротив окончания 2-го Грайвороновского проезда в 1980—1982 годах был возведён Карачаровский путепровод, заменивший собой ликвидированный летом 1983 года одноимённый железнодорожный переезд. В рамках второго этапа работ в 1983—1984 годах был осуществлён перенос основного хода и перекрёстка Окская-Паперника ближе к вновь проложенному участку дороги. Ось магистрали в ходе спрямления проспекта была смещена за пределы снесённой деревни Вязовка, в результате окончание 2-й Институтской улицы стало нечётным дублёром Рязанского проспекта, однако здания ЦНИИСК возведённые в этих окрестностях в 1956—1972 годах по-прежнему адресуются по 2-й Институтской улице.
В 2013—2015 годах в рамках второй реконструкции были вновь проложены дублёры проспекта в направлении к МКАД, а также новый дублёр от 1-го Карачаровского проезда до здания плодоовощной базы. Увеличено количество полос и упразднена реверсивная полоса.
17 декабря 2024 года перед домом 2/1 (ЖК «Среда») украинские спецслужбы взорвали генерал-лейтенанта Игоря Кириллова и его помощника.

## Предприятия и организации
В районе Рязанского проспекта — заводы «Фрезер», Карачаровский механический, Научно-исследовательский и проектный институт металлургического машиностроения, Центральный научно-исследовательский институт строительных конструкций им. Кучеренко (ЦНИИСК).

## Учреждения культуры

Около кинотеатра «Ташкент», 1972 год

На Рязанском проспекте расположены Дом культуры имени 40-летия Октября и Музыкальный театр под руководством Геннадия Чихачёва.
До постройки здания в районе Выхино-Жулебино, в районе располагалась школа искусств им. Балакирева.

## Магазины
На территории района расположен торговый центр «Город», включающий в себя такие магазины как «Ашан», «Эльдорадо» и большое количество других гипермаркетов. Также в районе есть магазины таких сетей как «М.Видео», «Перекрёсток», «Евросеть», «Рязанский», «Наска Плаза», «Маяк», мебельный торговый центр «Точка».

## Транспорт
До включения Рязанского шоссе в состав Москвы в 1960 году по нему проходили маршруты автобусов 293 (до Люберец) (впоследствии — 593) и 46 (до Кузьминок). Оба маршрута начинались на Таганской площади. 31 декабря 1966 года был пущен Ждановский радиус метро (ныне Таганско-Краснопресненская линия) от станции «Ждановская» до станции «Таганская». На Рязанском проспекте были открыты две станции метро: «Рязанский проспект» и «Ждановская» (ныне «Выхино»). Были изменены маршруты автобусов, пущены дополнительные линии. На проспекте и в непосредственной близости от него находятся выходы станций метро «Нижегородская», «Стахановская» и «Окская» Некрасовской линии метрополитена, а также до проспекта можно добраться пешком от станции «Юго-Восточная». По Рязанскому проспекту следуют следующие маршруты автобусов: е70, м7, Вч, Вк, 51, 133, 143, 177, 208, 279, 429, 491, 725, 731, 766, 805, т63 и Н7.

## Фотографии

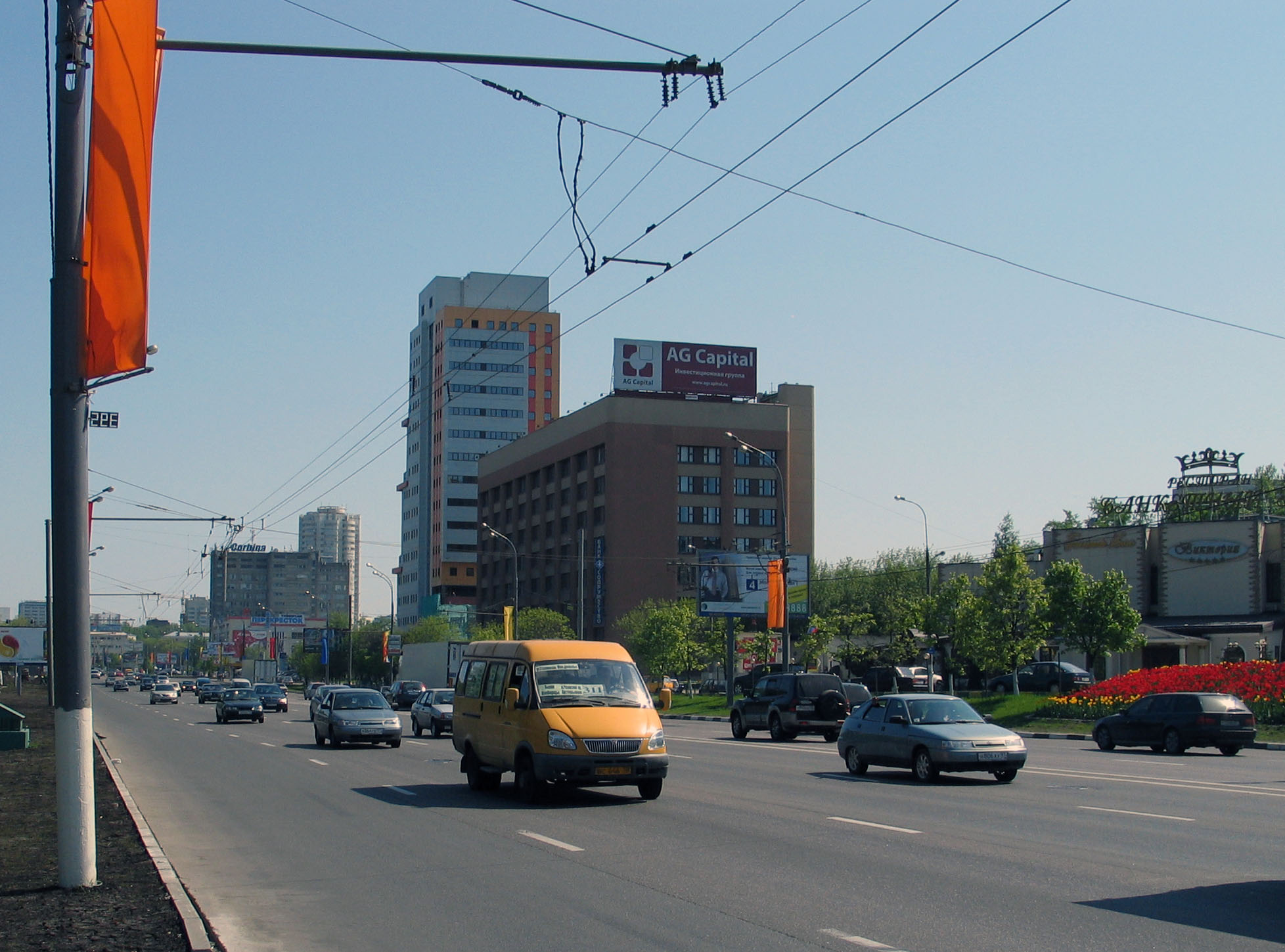
Рязанский проспект в районе пересечения со 2-м Вязовским проездом и Луховицкой улицей, 2008 год
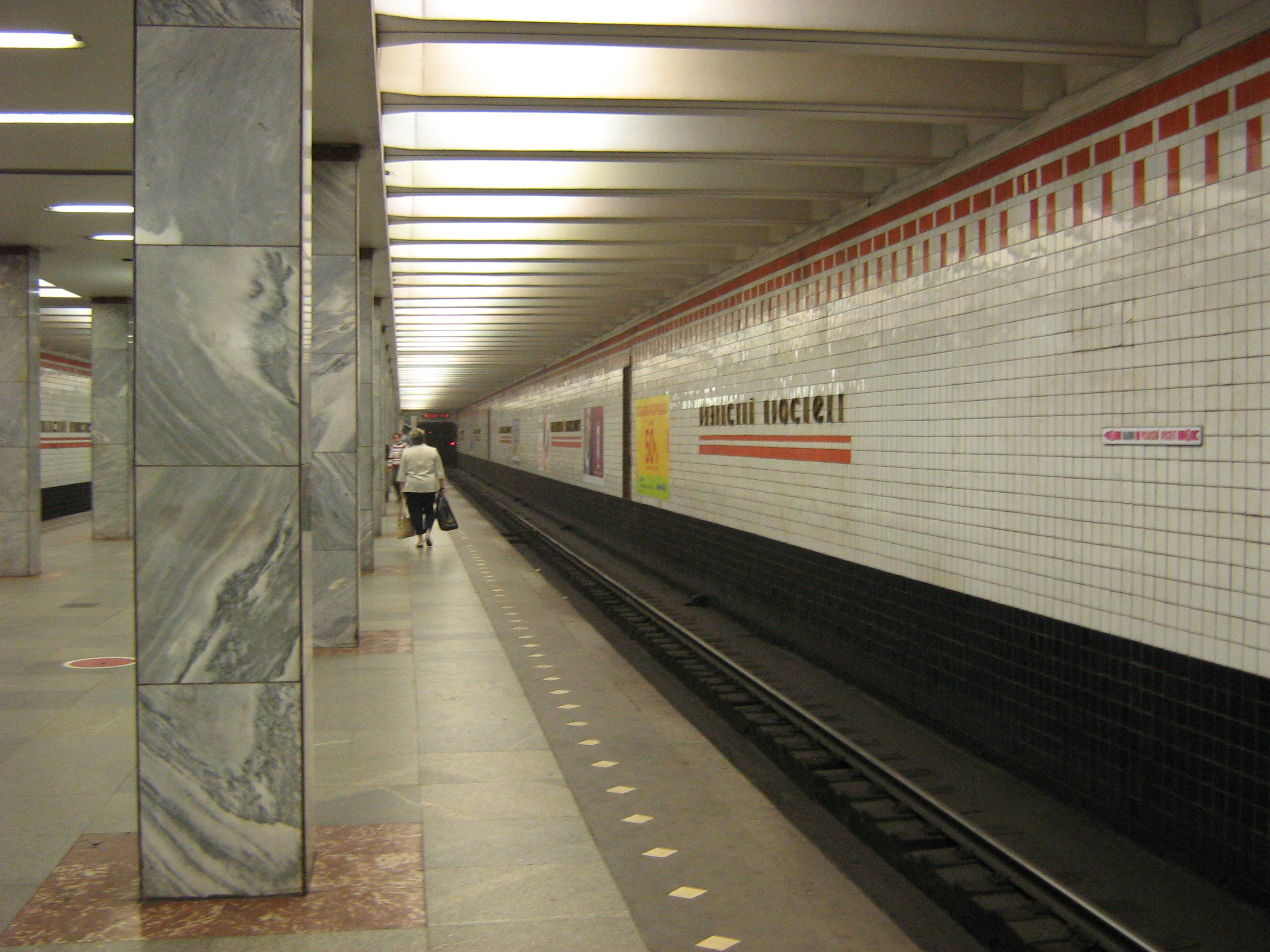
Станция метро «Рязанский проспект»
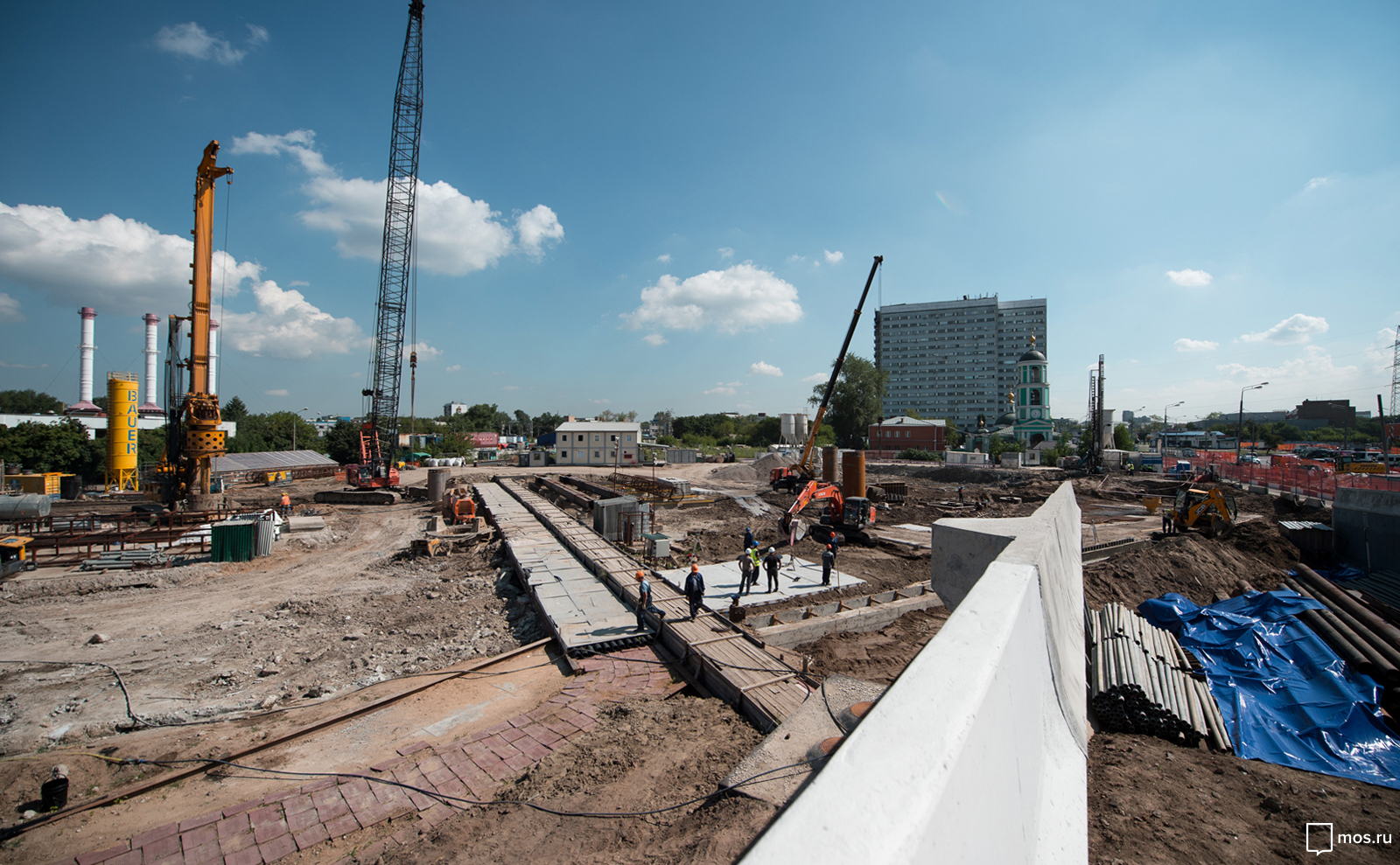
Строительство станции метро «Нижегородская» в районе пересечения с Московским центральным кольцом, август 2016 года